# Japans historia
Japans historia har under historisk tid starkt präglats av kinesiska inflytelser, från den dominerande högkulturen i Asien. Många omvälvande tekniska och kulturella innovationer importerades från fastlandet, ofta via Korea. Även om japaner omnämns i kinesiska källor redan på 300-talet, är det först på 600-talet som man finner skriftliga källor skrivna i Japan. En av de första källorna är "De sjutton principerna", en sorts tidig konstitution, undertecknad av fursten Shotoku, som dikterade villkoren för sitt styre efter kinesiska konfucianska principer. Fram till slutet av 1500-talet avlöste en rad mer eller mindre starka kejserliga regimer varandra, oftast under egentlig ledning av en shogun, en form av militärdiktator som under sig hade ett omfattande nätverk av länsherrar, daimyo, och vasaller, samurajer (från verbet saburau, "att tjäna"). Den militära institutionen uppstod första gången på 700-talet och skulle efter daimyon Oda Nobunagas enande av Japan på 1500-talet få en maktställning, som kvarstod ända in på sent 1800-tal.
Under mitten av 1800-talet uppstod en rörelse som förespråkade modernisering och industrialisering för att Japan skulle kunna stå emot det ökande trycket från västerländsk imperialism. Det nästan 300 år gamla shogunatet störtades och man återupprättade en minderårig kejsares överhöghet under ledning av en förmyndarregering. På bara några decennier avskaffades det gamla klassamhället, och det mesta av makten koncentrerades i en form av monarki. Armén och flottan omstrukturerades efter västerländsk modell med hjälp av utländska rådgivare. Näringsliv, industri och undervisningsväsendet genomgick samma förändring. Det nya Japan odlade nu en nationalistisk politik och kom snart i konflikt med andra stater. 1904–1905 utkämpade Japan det rysk-japanska kriget mot Ryssland, och för första gången i modern historia besegrades en europeisk nation av en modern asiatisk stat.
Den nya japanska nationalstaten började bedriva en allt aggressivare kolonial politik under tidigt 1900-tal och annekterade Korea 1912. Man deltog i begränsad utsträckning i första världskriget, men gick till stor del miste om att få ta över gamla tyska kolonier och alienerades av Ententen när Versaillesfreden sammanställdes. Under 1920- och 1930-talen inkorporerades Taiwan och man började föra ett krig mot Kina som ofta ledde till brutala övergrepp mot civilbefolkningen. Senare slöts en allians med Axelmakterna Tyskland och Italien och från 1937 till 1941 utdelade den japanska krigsmakten en rad förödande slag mot brittiska och nederländska kolonier i Syd- och Sydostasien. Vändpunkten inträffade när man till slut anföll USA och provocerade fram ett direkt amerikanskt deltagande i andra världskriget. På drygt fyra år utplånades den japanska krigsmaskinen nästan totalt. Den slutgiltiga och villkorslösa kapitulationen inträffade efter att det amerikanska flygvapnet för första gången i världshistorien fällde atombomber över civilbefolkningen i Hiroshima och Nagasaki och Sovjetunionens krigsförklaring några dagar efter bomben över Hiroshima.
Det japanska politiska samhällets framväxt före modern tid har många paralleller med europeisk feodalism; en inhemsk krigarkultur baserad på klantillhörighet blandades med en större näraliggande högkulturs centraliserande ideologi och religion (konfucianism och buddhism).

## Förhistoria
Vid ett flertal istider under de senaste miljoner åren har Japan tidvis varit anslutet till fastlandet genom landbroar (vid Sachalin i norr och förmodligen vid Kyushu i söder), vilket möjliggjort invandring av människor, växter och djur till de japanska öarna från nuvarande Kina och Korea.
Japan har bebotts av människor i minst 35 000 år. Fynd av eventuellt äldre artefakter än så har inte fått allmän acceptans.

### Jomonperioden
Vid den senaste istidens slut, runt år 10 000 f.Kr., uppstod Jomonkulturen i Japan. Den var en mesolitisk och neolitisk halvbofast jakt- och samlarkultur. Antagligen var Jomon förfäder till Japans ursprungsbefolkning Ainu. Enligt traditionell japansk mytologi grundades Japan år 660 f.Kr. av kejsar Jimmu.

### Yayoiperioden
Yayoiperioden kännetecknas av ett inflöde av teknologier från det asiatiska fastlandet och även av omfattande invandring från olika delar av Asien (främst området kring Peking och Shanghai). Under Yayoiperioden blev risodlingen utbredd, och arkeologiska fynd vittnar om många olika lokala kulturer. Den japanska religionen, shintoismen, uppkom under denna period.

## Forntiden

### Kofunperioden
Under denna period skapades mycket stora nyckelhålsformade gravar, vilket antyder att man hade någon form av statsbildningar som kunde organisera byggen av stora gravar åt avlidna furstar. I den kinesiska boken Krönika över de tre kungadömena nämns Japan för första gången i skrift år 297. Där kallas landet för 'Wa' och beskrivs som bestående av flera tusen furstendömen, varav Yamatai ska ha varit det främsta.

### Asukaperioden (500–710)
Det japanska samhället organiserades under denna tid enligt ett klansystem kallat Uji. Yamato (tidsperiod)staten härstammade antagligen från ett kluster av mäktiga Uji. Under Asukaperioden byggdes en militärmakt upp enligt ett system däri ett bestämt antal hushåll var skyldiga att stå för ett visst antal utrustade och tränade soldater. Det var också under Asukaperioden som buddhismen introducerades i Japan via Korea. Med denna följde samtidigt många nya lånord för abstrakta begrepp och därmed de kinesiska skrivtecken, kanji, som blev en ny grund för att framställa det japanska språket i skrift.
Genom Taikareformerna år 645 skapas grunden till ett politiskt och administrativt system baserat på den kinesiska Tangdynastin. Man inför även den kinesiska traditionen att flytta huvudstaden varje gång en kejsare dör, och när kejsaren dog år 710 flyttades huvudstaden till Nara vilket inledde Naraperioden.

### Naraperioden
Under denna period hade man en stark diplomatisk relation med Kina och den kinesiska kulturen blev populär i Japan. År 712 gavs krönikan Kojiki ('redogörelse för uråldriga händelser') ut och 720 utkom Nihongi ('Japans historia'). Dessa krönikor blandar myt med verklighet och båda redogör bland annat för hur gudarna skapade Japan.

### Heianperioden
År 794 flyttades huvudstaden till Heiankyo (dagens Kyoto) och därmed inleddes Heianperioden. Början av denna period var relativt fredlig och stabil och blev den japanska estetiken och litteraturens guldålder. När en insei-kejsare dog år 1156 uppstod dock en kamp om makten kallad Hogenkriget mellan familjerna Taira och Minamoto vari Minamoto segrade. Konflikten kom dock att pågå fram till år 1185 då Minamoto-familjen slutligen vann.

## Feodala Japan
Feodala Japan kallas Japans feodala period och medeltid.

### Kamakuraperioden
Kamakuraperioden inleddes i och med att Yoritomo år 1192 utnämnts till Shogun (även om vissa ibland vill datera periodens början till 1185). Då Yoritomo son Minamoto no Sanetomo mördats 1219 fanns inga arvingar kvar av Minamoto-släktens huvudlinje och Houjou-ätten kom då att bli dominerande i Kamakura-shogunatet. Houjou-ättens överhuvud Yoshitoki gjorde dock inga anspråk på shogun-titeln utan lät istället titeln gå till Fujiwara-ätten. Houjou-ätten regerade nu å den omyndige shogunens vägnar genom befattningen shikken.
Kamakura-shogunatet tvingades för första gången i Japans historia ta itu med ett allvarligt yttre hot i form av mongolerna, de så kallade mongoliska invasionerna av Japan. År 1281 gick mongolerna till angrepp med 140 000 soldater men tack vare en tyfon, av japanerna kallad kamikaze ('gudomlig vind'), drevs mongolerna bort.
År 1333 splittrades Kamakurashogunatet och kejsaren Go Daigo tog makten.

### Ashikagaperioden (inklusive Muromachiperioden)
Efter att ha tagit makten från Kamakura-shogunatet påbörjade kejsar Go Daigo ett återställande av den gamla kejsarmakten. När han allierade sig med Ashikaga Takaujis fiende så vände sig denne emot honom och kunde anta shogun-titeln år 1338. Go Daigo upprättade dock ett nytt hov i Yoshino vilket skapade två olika linjer av kejsarfamiljen som utropade varsin kejsare. Delningen av Japan mellan två konkurrerande hov kallas Nanboku-chō.
Ashikaga Takauji försökte skapa ett centraliserat politiskt system med säte i Kyoto men förlorade så småningom kontrollen över daimyoerna. Krig mot Go Daigos alternativa hov var vanligt. Därför tvingade den tredje shogunen av Ashikaga, Yoshimitsu, hovet i Yoshino att återvända till Kyoto mot ett löfte om att varannan kejsare skulle komma från det södra, och varannan kejsare från det norra hovet.

### De krigande staterna
Efter Ouninkriget (1467–1477) inleddes en period där krigsherrar fick större makt på bekostnad av shogunatet som upphörde år 1573 och Japan delades i en mängd krigande stater. Perioden kallas sengoku ('krigande stater') men trots att det inte fanns någon central regering växte ekonomin i mycket under denna tid.

### Azuchiperioden
Oda Nobunaga erövrade Kyoto 1568 med stöd från Tokugawa Ieyasu men lyckades dock inte befästa sin makt över hela Japan utan mördades av en daimyo som förrådde honom år 1582. Hideyoshi hade kommit i Nobunagas gunst och lyckades efter dennes död erövra Kyushu och besegrade år 1590 Houjou-klanen vilket gjorde honom till den de facto härskaren av Japan till sin död 1598. Tokugawa Ieyasu blev då den mäktigaste fursten och utnämndes år 1603 shogun varpå han bildade Tokugawa-shogunatet i Edo.

## Edoperioden

### Tokugawashogunatet
Tokugawa-shogunatet inledde en ny period av central makt under shogunen som enade hela Japan. Under 1600-talet inleddes en isolering av Japan mot omvärlden. Denna isolering varade tills den amerikanske kommendören Matthew Perry tvingade Japan att öppna sig i Kanagawakonventionen år 1854. I praktiken tvingades shogunen bort från makten i och med Boshinkriget (1867–1868), men formellt sett ansökte shogun hos kejsaren om att få avgå. Den process som ledde till att shogun förlorade sin makt till kejsaren går under namnet Meijirestaurationen.

## Meijirestaurationen
Kejsar Meiji (Meiji betyder "upplyst välde". Kejsar Meijis eget namn var Mutsuhito, men precis som alla andra japanska kejsare är han idag känd under sin kejsartitel) kröntes 1868 och genomförde många reformer. Feodalsystemet övergavs och många västerländska företeelser anammades, bland annat inom det juridiska, finansiella, politiska och militära systemet. Det var under Meiji-periodens första år som den nederländska diplomaten Dirk de Graeff van Polsbroek på svenska regeringens uppdrag slöt det första handelsfördraget mellan Sverige-Norge och Japan.

## Japanska imperiet

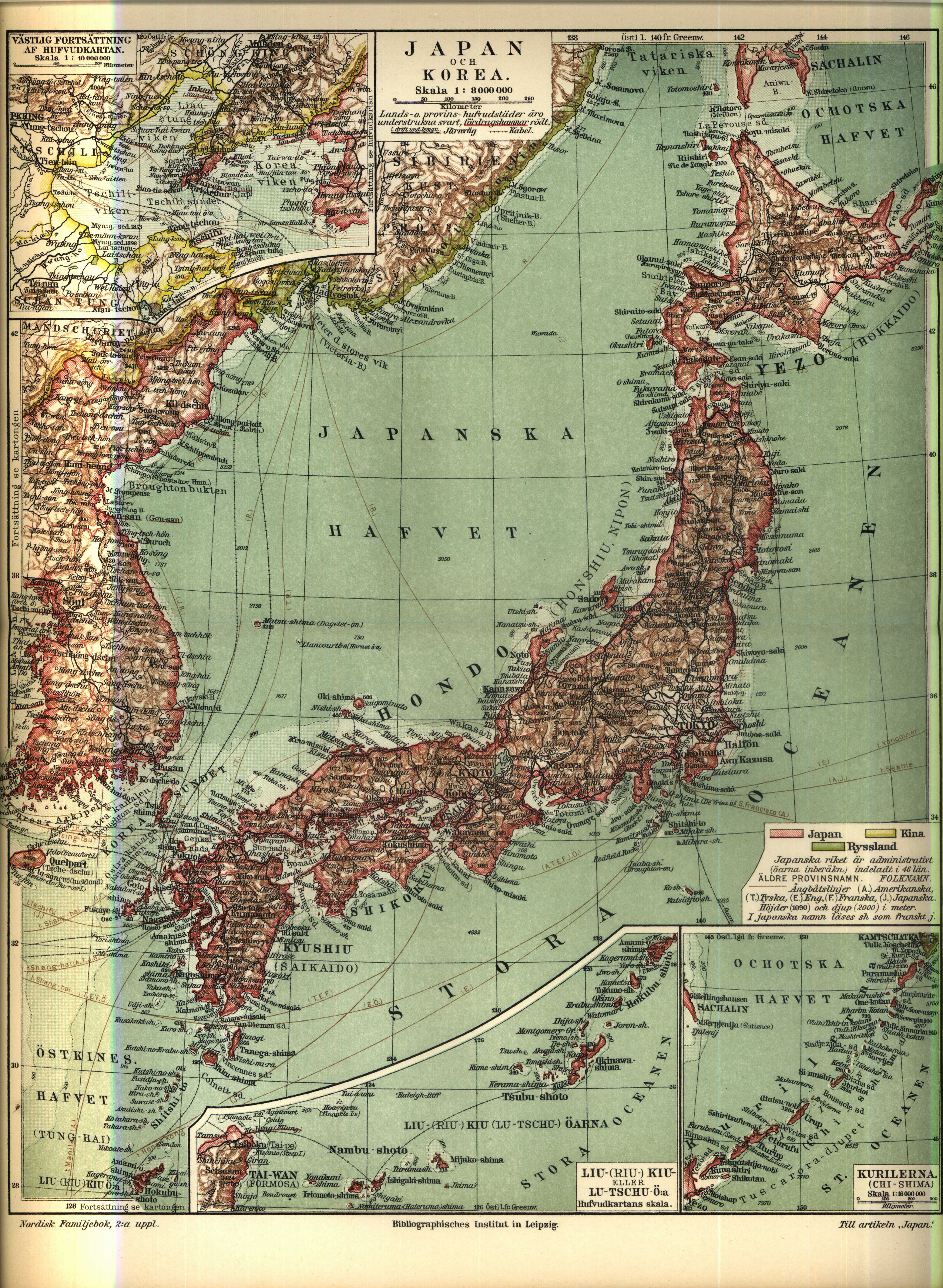
Karta över Japan vid 1900-talets början (ur Nordisk familjebok)

Perioden mellan 1894 och 1945 kan betecknas som Japans imperialistiska era varunder perioden mellan 1921 och 1931 kan betecknas som den tidsperiod då nationalismen/militarismen successivt ökade sitt inflytande i Japan till att 1932–1945 helt dominera japansk politik.

### Japansk expansion
År 1894 utbröt första kinesisk-japanska kriget mellan Kina och Japan som Japan vann. I ett fredsavtal som slöts 1895 tillerkändes Japan överhöghet över Taiwan (Formosa). Samtidigt avsade sig Kina sina rättigheter i Korea och gav Japan samma exterritoriella rättigheter i Kina som de övriga kolonialmakterna hade.
Det segerrika kriget gav stark näring åt japanernas nationella självkänsla. I sina förbindelser med Europa försökte japanerna nu genomdriva att de på alla sätt erkändes som en likaberättigad kulturnation; framför allt ville de ha bort de främmande konsulernas domsrätt över egna landsmän på japansk mark. Storbritannien var den första stat som gav upp detta privilegium och sedan följde de andra europeiska makterna dess exempel. Den 4 augusti 1899 utslocknade den europeiska konsulardomsrätten i Japan, och alla européer i landet skulle därefter dömas numera efter japansk lag och av japanska domare. Vidare uppsades de gamla, för Japan oförmånliga handelsfördragen, och en ny autonom tulltariff infördes.
Under samma period stärktes också den japanska krigsmakten ordentligt. Detta finansierades delvis av krigsskadeersättningen från Kina. Där den inte räckte till fick man tillgripa en betydande skatteförhöjning. I detta syfte infördes en allmän näringsskatt och råtobaks-monopol. År 1898 höjdes grundskatten. Det har beräknats att Japans skatter från 1895 till 1904 steg från 74,5 till 170,5 miljoner yen.
Japanska trupper spelade en viktig roll då det så kallade Boxarupproret i Peking slogs ned 1900. Ryska och japanska expansionsintressen kolliderade i Korea och Manchuriet, och 1904 utbröt krig mellan Japan och Ryssland. Kriget varade till år 1905 då Japan förklarades som segrare. Fredsvillkoren innebar att Ryssland erkände att Korea ingick i Japans intressesfär och att Ryssland skulle evakuera sina styrkor från Manchuriet (i realiteten handlade det om vem som skulle få överhöghet över Korea). Japan fick även kontrollen över Port Arthurs flottbas och territorium utgörande den södra halvan av Sachalin.
År 1910 annekterade Japan hela den koreanska halvön, och Japan garanterades genom avtal med Ryssland särskilda rättigheter i Manchuriet. Japan, som år 1902 ingått en militär allians med Storbritannien (Anglo-Japanese Alliance), gick in i första världskriget på Ententens sida. Under första världskriget befäste Japan sin position som stormakt och striderna som i huvudsak bekämpades mot tyska intressen i Asien inbegrep världens första flyganfall från hangarfartyg. Japanska flottan bistod även Storbritannien och skickade krigsfartyg till Sydafrika och Malta. Japans deltagande i första världskriget resulterade i (se Versaillesfreden 28 juni 1919) att Tysklands rättigheter i Shandongprovinsen överfördes till Japan. Vidare annekterade (klass C mandat) Japan Tysklands mandat över ett antal öar i Stilla havet.
Japan lyckades dock inte att i Versaillesfördraget och Paris fredskonferens 1919 (för inrättandet av Nationernas Förbund) få in sitt förslag om en klausul om jämbördighet mellan raser (genom tillägg till artikel 21 i fördraget om Nationernas Förbund). Rapporterna från japansk media som följde konferensen bidrog till att den japanska folkliga opinionen gentemot väst, och USA i synnerhet, försämrades. Misslyckandet medförde även att japansk politik alltmer frångick samarbetspolitik med väst och alltmer instyrdes mot nationalism. Relationen med Storbritannien försämrades också markant och den anglo-japanska alliansen upphörde officiellt den 17 augusti 1923 (inofficiellt redan 1921).

### Militären tar makten
Under perioden mellan 1920 och 1936 ökade militären successivt sitt inflytande i japansk politik på bekostnad av de demokratiska krafterna som fanns i landet. 1922 grundades det japanska kommunistpartiet med målen att utplåna den feodalism som återstod, avveckla monarkin, erkänna Sovjetunionen som stat och återkalla japanska trupper. En brutal förföljelse av kommunistpartiet följde. Radikaler svarade med ett mordförsök i november 1923 på kejsararvingen Hirohito. Hirohito blev kejsare (Showa) den 25 december 1926. Lagen om bevarande av fred år 1925 var ett direkt svar för att försöka stävja kommunistiska "farliga tankar". År 1925 liberaliserades rösträtten och år 1928 fick alla män allmän rösträtt i Japan (1945 allmän rösträtt för kvinnor).
Förföljelsen av kommunistpartiet fortsatte att kommunistpartiet förbjuds och 1933 hade kommunistpartiet helt utplånats. I spåren av den stora depressionen radikaliserades japansk politik alltmer med kuppförsök och politiska mordförsök, genomförda av högerextrema "hemliga" grupper, ofta bestående av radikala militära officerare. Det definitiva slutet för den japanska demokratirörelsen kom den 15 maj 1932 då en grupp unga högerextrema militära officerare mördade premiärministern Inukai Tsuyoshi. Den japanska armén, flottan och flygvapnet fick alltmer makt och självständiga roller.

### Andra kinesisk-japanska kriget

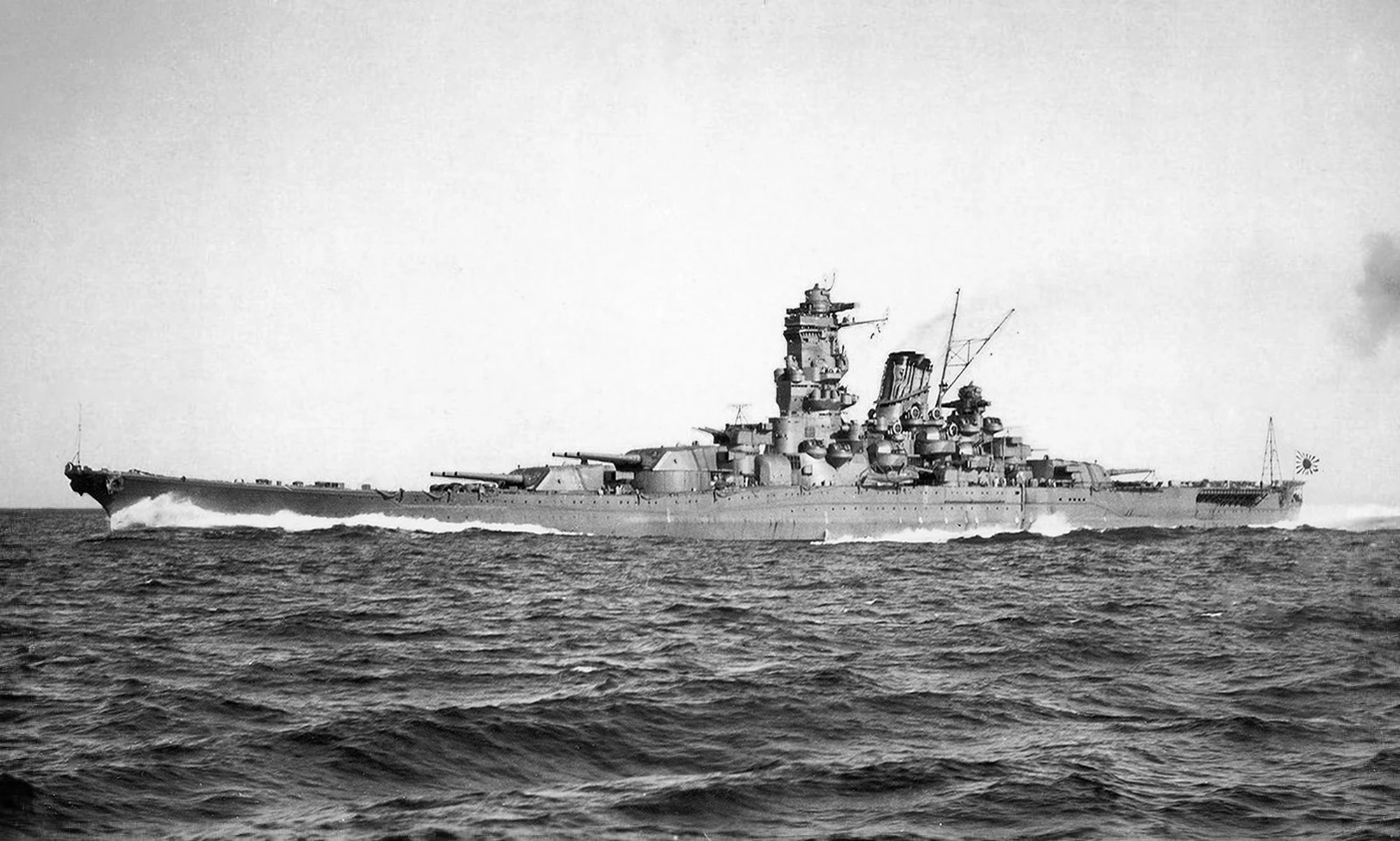
Slagskeppet Yamato 1941.

Den 18 september 1931 inträffade den manchuriska incidenten (även kallad Mukdenincidenten). Incidenten är inte är helt utredd men en sannolik möjlighet är att en grupp yngre japanska officerare genomförde ett sabotage mot ett stycke järnvägsspår som Japan kontrollerade i Manchuriet varefter skulden lades på kinesiska dissidenter (explosionen skedde ca 800 meter från en kinesisk garnison). Japan hade vid denna tidpunkt starka intressen i Manchuriet. Incidenten ledde till att Japan de facto annekterade Manchuriet (Manchukuo). 
Kina vände sig Nationernas Förbund varpå en resolution följde om att Japan skulle dra tillbaks alla sina styrkor från Manchuriet. Japan vägrade och lämnade Nationernas Förbund i mars 1933. Detta andra kinesisk-japanska kriget påbörjades i full skala 1937. Stridigheterna komplicerades av att kriget bedrevs mellan tre parter; Japan, kinesiska nationella styrkor och kinesiska kommunistiska styrkor. Detta brutala krig som skedde på kinesisk mark skildras delvis av Japans erövrande av den dåvarande kinesiska huvudstaden Nanking i december 1938 med Nanjingmassakern där japanska soldater mördade, våldtog och lemlästade hundratusentals kineser. Formellt krig mellan Kina och Japan utropades dock inte förrän Japans attack på Pearl Harbor 1941. Efter 26 februari-incidenten 1936 fick militären i praktiken den verkliga makten. I november 1936 ingick Japan Antikominternpakten med den forne fienden Tyskland. Året efter anslöt sig Italien till pakten.

### Andra världskriget

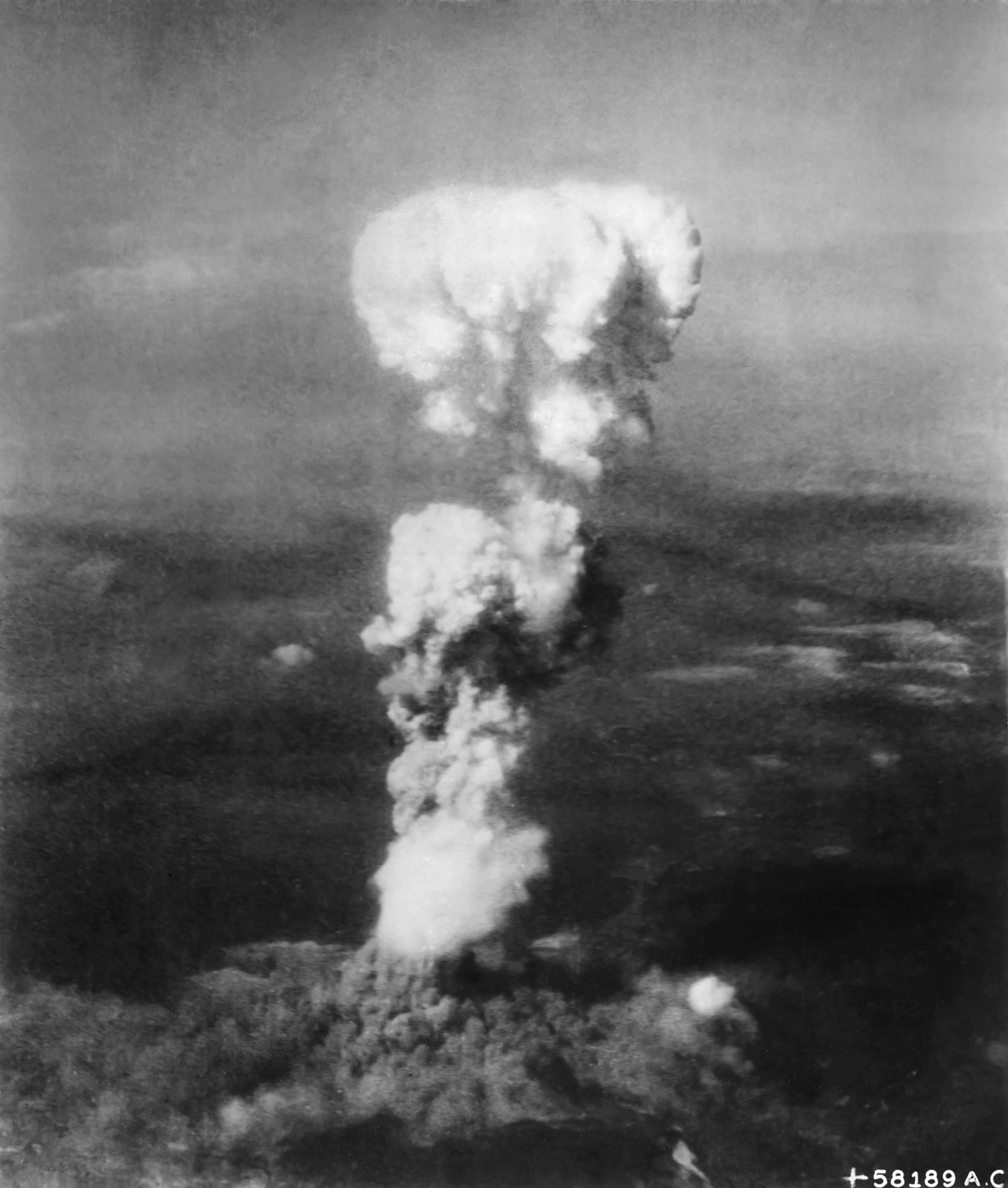
Atommoln över Hiroshima 1945.

I september 1940 inträdde Japan i den militära alliansen Tremaktspakten med bland annat Tyskland och Italien. Japan förde vid denna tidpunkt ett aggressivt och framgångsrikt expansionskrig i Kina och Manchuriet med stora landvinster och många miljoner döda som följd med små japanska förluster. På grund av denna expansiva strategi inledde USA, som alltsedan 1931 stödde de kinesiska nationella styrkorna, en handelsblockad mot landet, vilket orsakade en landsomspännande oljebrist. På hemmaplan hade demokratin de facto avskaffats och makten övertagits av Taisei Yokusankai i oktober 1940. 
Japan anföll den amerikanska flottbasen Pearl Harbor på Hawaii år 1941 för att befästa den japanska övermakten i Stilla havet men efter att USA dragits in i kriget började maktbalansen växla till Japans nackdel. Japan kom under kriget att avancera och intog Kinas kuststäder däribland Shanghai. Det japanska erövringskriget fortsatte med Indokina, Brittiska Malaya (Brunei, Malaysia, Singapore), Indonesien. Thailand bildade en lös allians med Japan. Japan intog Brittiska Burma och nådde gränserna mot Indien och Australien.
Endast en månad efter slaget om Korallhavet slog den amerikanska flottan tillbaka en japansk attack mot Midwayatollen vid Slaget vid Midway, vilket kom att bli en vändpunkt för andra världskriget i Stilla havet. Efter en lång krigskampanj i Stilla havet förlorade Japan Okinawa och Ryukyuöarna. USA genomförde våldsamma angrepp mot Tokyo, Osaka och andra viktiga städer, och mot Hiroshima och Nagasaki fälldes atombomber den 6 och 9 augusti 1945. Atombomberna och Sovjetunionens krigsförklaring några dagar efter bomben över Hiroshima, ledde till att Japan kapitulerade villkorslöst den 15 augusti 1945.

## Efterkrigstiden (1945–)

### Ockupationen

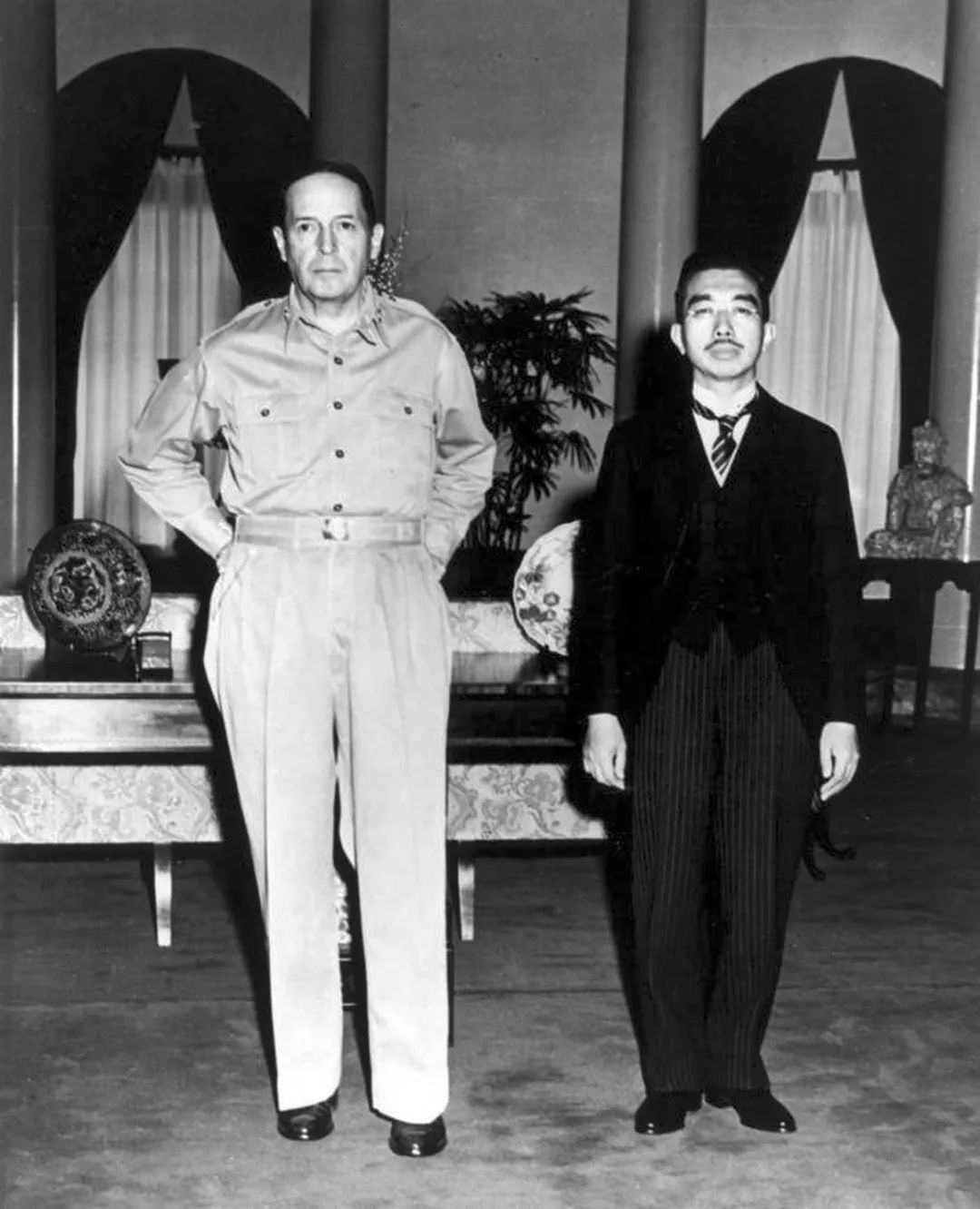
General MacArthur och kejsare Hirohito.

Efter att ha besegrats i andra världskriget ockuperades Japan av USA fram till 1952. Japan hamnade under internationell kontroll av de allierade under USA:s ledning. General Douglas MacArthur tog befälet över Japan. Det japanska imperiet upplöstes och Japan förlorade alla besittningar man tidigare haft. Manchukuo upplöstes och Inre Manchuriet och Taiwan återlämnades till Kina. Korea hamnade under FN-kontroll. Sovjetunionen ockuperade av Sahkalin och Kurillerna. USA tog kontroll över öarna Ryukyu, Bonin och Vulkanöarna. En krigsförbrytelsetribunal skapades där sju politiker och officerare avrättades. USA återlämnade Ryukyuöarna 1972, men har fortfarande en stor militär närvaro i hela Japan. Sovjetunionen erövrade Kurilerna under kriget och öarna är idag en del av Ryssland. Japan har även en territoriell dispyt med Sydkorea gällande Liancourtöarna.
Nu började politiska, ekonomiska och sociala reformer att införas med en ny konstitution 1947 som viktig milstolpe. Ett fredsavtal kunde skrivas under i september 1951 med USA och ytterligare 45 allierade stater. Avtalet ratificerades av USA:s senat 1952 varpå Japan återfick sin suveränitet 28 april 1952. För USA blev Japan en viktig allierad under Koreakriget. USA behöll enligt fredsavtalet och senare avtal sina marinbaser i Sasebo, Okinawa och Yokosuka. Den amerikanska närvaron ska också säkerställa Japans försvar, där de egna försvarsstyrkorna enligt fredsavtalet är begränsade i storlek.

### Ekonomisk stormakt

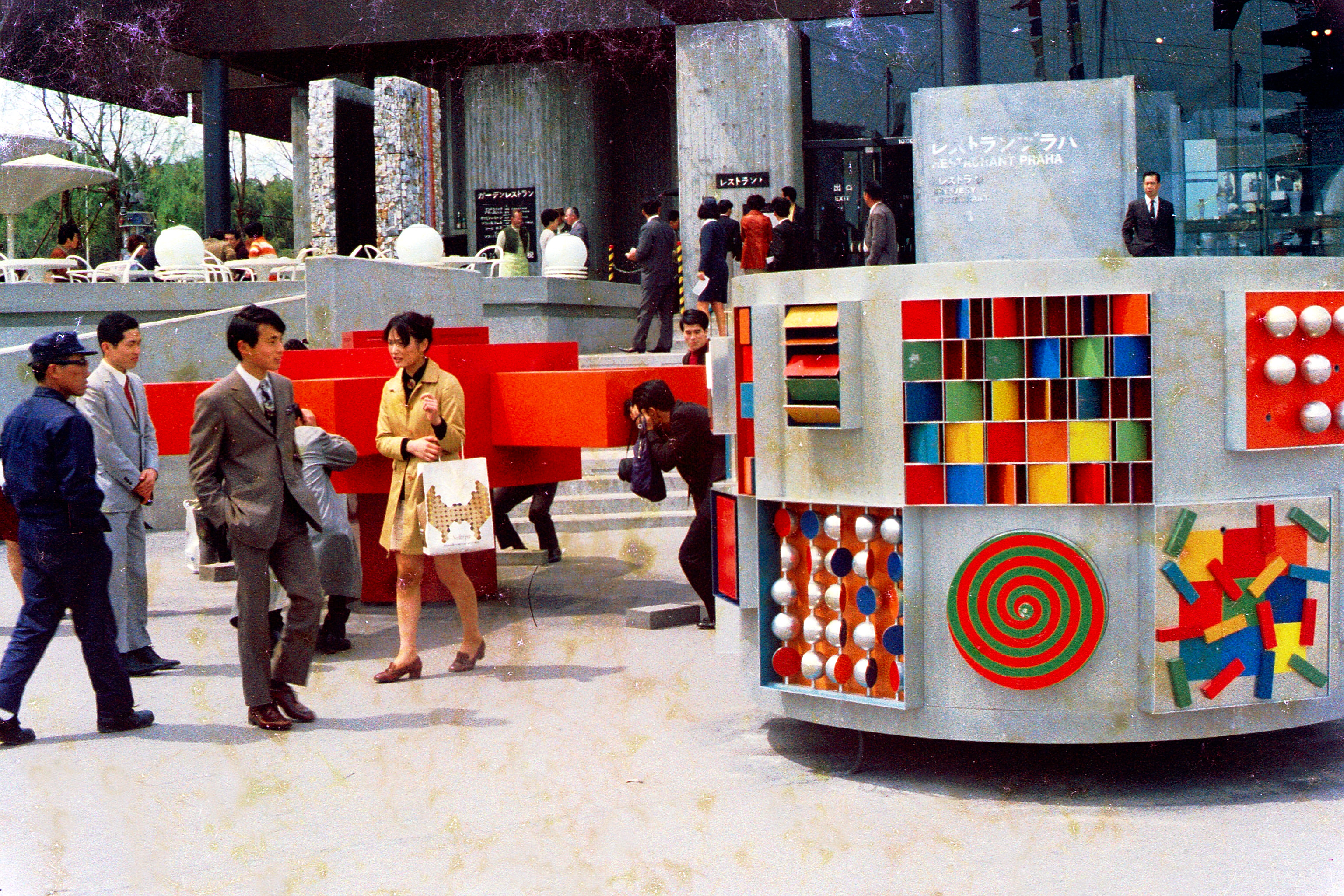
Expo '70 i Osaka.

Tokyo utvecklades till en modern storstad och ekonomiskt centrum efter kriget.

Efter ockupationens avslutande genomförde Japan en anmärkningsvärd ekonomisk återhämtning. Under hela efterkrigstiden kom den japanska ekonomin att växa starkt genom tillverkningssektorn, främst fordons- och elektroniktillverkning men även inom varvs- och stålindustrin som blev världsledande. Japan kom snabbt att nå upp i västvärldens nivåer vad gäller handel och BNP och positionen som en av världens största ekonomier. 
Framgångarna markerades under 1960-talet då Japan arrangerade de olympiska sommarspelen 1964 i Tokyo och stod som värld för världsutställningen i Osaka år 1970. Japan har varit värd för ytterligare världsutställningar 1975, 1985 och 2005. Japans starka position inom det tekniska området visades genom höghastighetstågssystemet Shinkansen som startade 1964 på sträckan Tokyo-Osaka.
Under 1970-talet upplevde Japan liksom väst en ekonomisk tillbakagång som en följd av oljekrisen.  
Politiskt upprättade man under 1972 relationer med Kina som en följd av USA:s närmanden.

### Heiseiperioden
1989 tillträde Akihito som landets nya kejsare och med detta började Heiseiperioden. Under början av 1990-talet upplevde man en stark tillväxt och en investeringsboom som drev upp fastighetspriserna i Tokyo med 60 procent på ett år. Nikkeiindex nådde en toppnivå men 1991 sprack bubblan. Arbetslösheten ökade men inte till krisnivåer. Istället kännetecknades krisen av ökad osäkerhet på en arbetsmarknad som tidigare kännetecknats av livslånga anställningar. Den nya generationen upplevde en försämrad situation och 1990-talet har kallats det förlorade decenniet för Japan.
1995 drabbades Japan av en svår jordbävning som drabbade staden Kobe med 6000 dödsoffer och 44 000 skadade. Samma år genomförde medlemmar ur sekten Aum Shinrikyo Saringasattacken i Tokyo. På fem olika tåg i tunnelbanan släpptes sarin-gas ut, vilket dödade tolv personer och skadade över 1000. Attacken var riktad mot tåg som passerade genom Kasumigaseki och Nagatacho, områdena där den japanska regeringen har sitt säte. Det var den mest graverande attacken i Japan sedan andra världskriget.
Under Junichiro Koizumi tid som premiärminister 2001–2006 genomfördes ekonomiska reformer och Japans post privatiserades. År 2003 beslutade Japan att skicka trupper till Irak, vilket är den första militära handling som Japan genomfört sedan det förbjöds i grundlagen av den amerikanska ockupationsmakten.
Jordbävningen vid Tohoku 2011 var en kraftig jordbävning som inträffade den 11 mars 2011. Jordbävningen var den kraftigaste som har drabbat Japan sedan mätningar påbörjades. Skalvet hade sitt epicentrum ute till havs och gav upphov till en tsunami som drabbade den närmaste kusten hårt. Jordbävningen slog även ut kylningen hos många av Japans kärnkraftverk, vilket ledde till att många reaktorer exploderade och dödssiffran höjdes ännu mer. Dock var inte halten av radioaktivitet farligt hög på de flesta som kontrollerades i närheten av reaktorerna (Fukushima-olyckan).

### 2+2 Säkerhetsrådgivande kommitté (SCC)
Den 24/4-15 kom USA och Japan överens om det mest genomgripande förändringar i sin allians på mer än femtio år. Den så kallade "2+2" Säkerhetsrådgivande kommittén (SCC), som består av USA:s utrikesminister och försvarsminister, Japans utrikesminister Fumio Kishida och försvarsminister Gen Nakatani har kommit överens om att en rad initiativ som kommer att föra de två allierade ännu närmare i försvars- och säkerhetsfrågor.
SCC enades om riktlinjer för försvarssamarbete mellan Japan och USA, som kommer att komplettera 1960 Fördraget ömsesidigt samarbete och säkerhet mellan Japan och USA.
Det övergripande målet är tätare och mer friktionsfritt samarbete mellan de två länderna på en rad säkerhetsfrågor, från ballistiska missilförsvaret ömsesidigt logistiskt stöd och cyberkrigföring.
Den främsta fördelen för USA kommer att bli en mer kompetent samarbetspartner, eftersom Japans självförsvarsstyrka (SDF) får rätt att skydda amerikanska tillgångar och samarbeta närmare med sina amerikanska motsvarigheter.
För Japan kommer avtalet att hjälpa landet att bryta sig ur begränsningar för SDF och användning av våld, i linje med premiärminister Shinzo Abes vision att normalisera Japans säkerhetssituationen.